# Cryptodiscus pini
Cryptodiscus pini är en lavart som först beskrevs av Romell och som fick sitt nu gällande namn av Baloch, Gilenstam och Mats Wedin. 
Cryptodiscus pini ingår i släktet Cryptodiscus, och familjen Stictidaceae. Arten är reproducerande i Sverige.